# Prosopea nigricans
Prosopea nigricans är en tvåvingeart som först beskrevs av Egger 1861.  Prosopea nigricans ingår i släktet Prosopea och familjen parasitflugor. Arten är reproducerande i Sverige. Inga underarter finns listade i Catalogue of Life.